# Les Surmenés
Pour plus de détails, voir Fiche technique et Distribution.
Les Surmenés est un court métrage français réalisé par Jacques Doniol-Valcroze en 1957 et sorti en 1958.

## Synopsis
Une jeune fille, dactylographe, quitte le Limousin et s'installe à Paris pour y travailler. Elle découvre la vie de la capitale et l'univers des nuits parisiennes.

## Fiche technique
- Titre : Les Surmenés
- Réalisation : Jacques Doniol-Valcroze
- Scénario, adaptation et dialogue : Jacques Doniol-Valcroze, Michel Fermaud, François Truffaut
- Assistants réalisateur : Michel Fermaud, Jean-José Richer
- Conseillers techniques : Mlle Mamelet et le docteur Mignot
- Photographie : Jacques Letellier, assisté de Jean-Jacques Rochut
- Montage : Marinette Cadix, Albert Jurgenson, Francine Vainer, assistés de Hadassa Mizrahi et Claudine Merlin
- Musique : Georges Delerue
- Script-girl : Lydie Jeanbrau
- Maquillage : Jackie Raynal
- Production : Les Films de la Pléiade
- Directeur de production : Roger Fleytoux
- Pays :  France
- Format :  Noir et blanc - 35 mm - Son mono
- Durée : 21 minutes
- Année de sortie :
  - France : 1958
- Visa d'exploitation : n° 20639

## Distribution
- Jean-Pierre Cassel : Bernard Bardin, le fiancé de Catherine
- Jean-Claude Brialy : Jimmy Brincourt, le jeune homme du train
- Hubert Deschamps : Mr Farminet, le patron
- Yane Barry : Catherine Mestral
- Jean Juillard : Étienne, le mari de Solange
- Chantal de Rieux : Solange, la sœur de Catherine
- Luc Andrieux Le collègue d'Étienne
- Claude Chabrol : L'homme fatigué qui s'assoit
- Jean Gruault

- Monique Chaumette (voix)